# 紅帽子 (妖精)
紅帽子（英語：Redcap），又稱紅軟帽，是一種在約克郡及東北英格蘭的民間傳說中，既壞心腸又殘忍的矮人、哥布林、精靈或小仙子。據說他們居住在英格蘭與蘇格蘭邊界間的許多毀棄城堡內。紅帽子會謀殺那些迷路到他們家的旅客，並且用受害者的鮮血來染紅他們的帽子（因此他們得到了這個稱呼。）如果他們帽子上沾染的血汙乾涸的話就會死，因此紅帽子必須經常殺人。雖然他們揮舞著沉重的鐵矛並穿著鐵鞋，紅帽子的動作卻相當迅速。要從紅帽子的手中逃脫據說是不可能的。
他們被描述成有著紅眼、利爪、獠牙的健壯老人。戴著一頂紅色的帽子，左手帶著一根長矛。
紅帽子在佩思郡的一個傳說中形象更為仁慈。居住在一個名為「Grantully」的城堡中，並且會贈與那些看見或聽見他的人好運。
在低地國家的民間傳說中的地精（Kabouter）或紅帽子與眾不同，他們較類似棕精靈。